# Marguerite MacIntyre
Marguerite MacIntyre (Detroit (Michigan), 11 mei 1965) is een Amerikaans actrice. Ze is best bekend van haar rol als Nicole Trager in de serie Kyle XY.